# Muzeul Florean

O sculptură din cadrul muzeului

Muzeul Florean este un o instituție de artă contemporană, cu sediul în Baia Mare, Str. Victoriei nr. 146, rodul unei inițiative private a omului de afaceri Victor Florean, la care s-a adăugat viziunea sculptorului și managerului Mircea Bochiș. Ulterior Poiana la Nuci a fost vândută, fiind tot domeniu privat.
Colecțiile muzeului însumează, în prezent, circa 10.000 de piese de artă contemporană, provenind de pe toate continentele.

## Acțiuni prestigioase
Anual, Muzeul Florean organizează trei acțiuni prestigioase: Tabăra de sculptură „Cărbunari”, Salonul Internațional de Gravură Mică și Mail-art, respectiv Festivalul Internațional de Film Experimental.
Parcul de sculptură al muzeului este situat în pădurea dintre Cernești și Târgu Lăpuș, pe drumul ce duce spre Țara Lăpușului. Înființat în 1997, acesta se întinde pe 40 de hectare, în „Poiana Soarelui” și „Poiana la Nuci”, constituind un inedit parc de sculptură monumentală. 

## Tabăra de sculptură „Cărbunari”
Colecția muzeului crește prin organizarea de tabere de creație (similar cu Tabăra de sculptură Măgura 1970 - 1985). Prima ediție a taberei de creație „Cărbunari” s-a desfășurat în anul 1998. Aceasta funcționează după principiul acordării, în urma unui concurs, a cinci burse de creație care să le permită artiștilor selecționați să își continue anumite experimente de atelier. Organizatorii pun la dispoziția participanților toate resursele material necesare, iar în final opera este amplasată în parcul de sculptură a muzeului. În plus, fiecare artist donează pentru colecțiile muzeului o piesă de sculptură mică.